# Politica Germaniei
Germania este o republică federală parlamentară în care șeful guvernului (cancelarul) este ales de către parlament, numit Bundestag.
Președintele statului este ales pentru 5 ani de către Bundesversammlung, Adunarea Federală sau Convenția Federală. Singurul scop al Adunării Federale este alegerea Președintelui statului. Ea este constituită din toți membrii bundestagului, plus un număr egal de membri aleși și trimiși de landuri.

## Istorie
Din 1949, sistemul de partide a fost dominat de Uniunea Creștin-Democrată și Partidul Social Democrat din Germania, toți cancelarii, până în prezent, fiind membri ai unuia dintre cele două partide.
Din 1998 și până în iulie 2005 a fost la putere, la nivelul Germaniei, o coaliție parlamentară așa-numită Roșu-Verde, adică între Social-Democrați (SPD) și Verzi (Bündnis 90 / Die Grünen, prescurtat B'90/Grüne sau Grüne=Verzii).

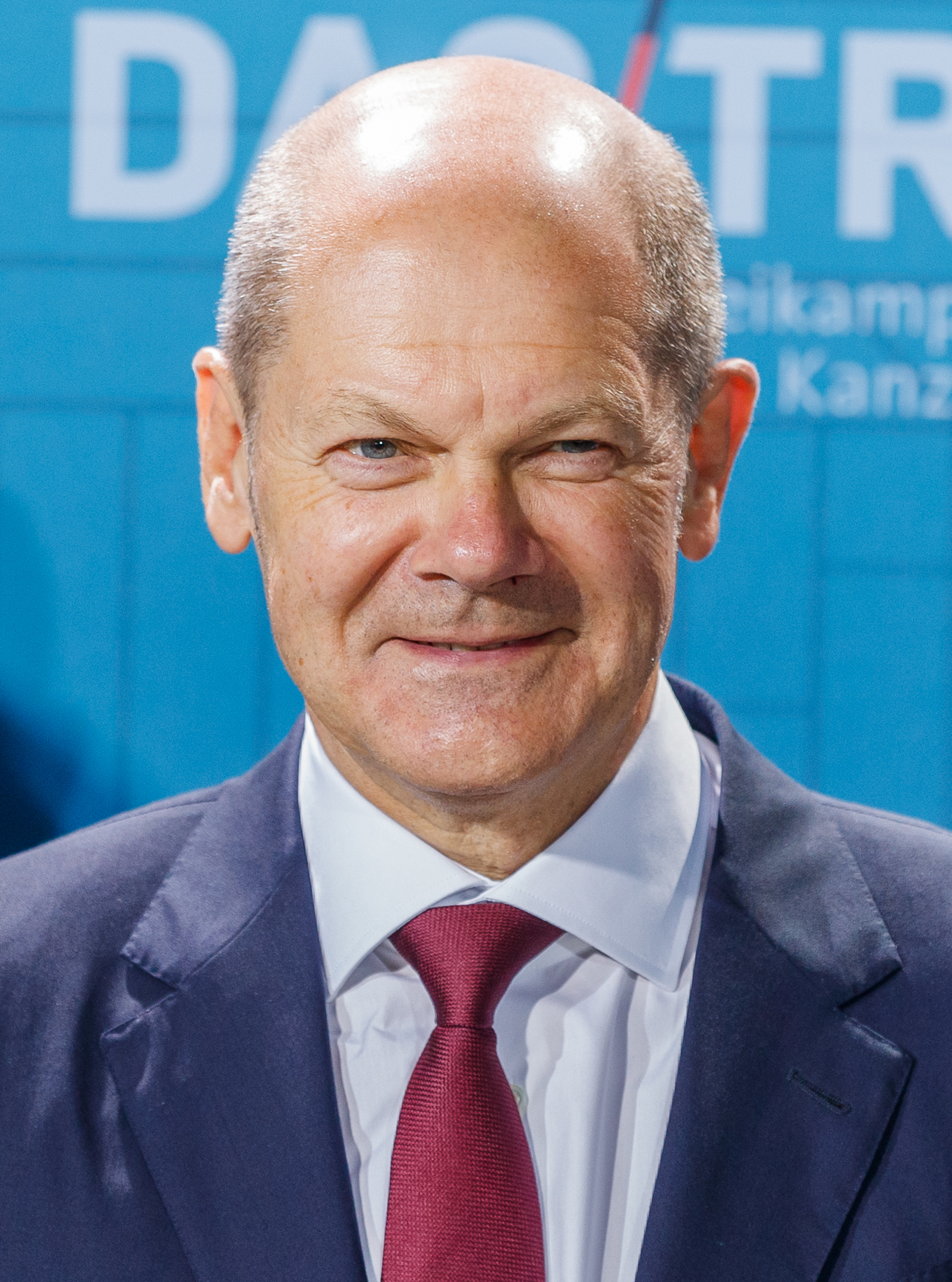
Olaf Scholz, cancelar din 2021

La 21 iulie 2005 președintele statului de la acea dată Horst Köhler a dizolvat parlamentul, ca urmare a votului de neîncredere pe care l-a primit cancelarul de atunci Gerhard Schröder (SPD) la 1 iulie în parlament.
Ca urmare, la 18 septembrie 2005 au avut loc alegeri federale anticipate, în urma cărora a venit la putere coaliția guvernamentală „mare” între fracțiunile parlamentare CDU/CSU (așa-numita „Uniune Creștină”) și SPD, coaliție supranumită „negru-roșu”, condusă de către Angela Merkel (CDU) drept cancelară.
La 23 mai 2009 președintele Horst Köhler a fost reales președinte pentru o perioadă de încă 5 ani.
Alegerile federale pentru parlament și cancelar din 2009 au avut loc la 27 septembrie 2009. Drept rezultat, coaliția „mare” „negru-roșu” de până atunci a căzut, din cauză că social-democrații (SPD = „roșii”) au întrunit prea puține voturi. Pe baza rezultatelor alegerilor s-a putut însă crea o nouă coaliție guvernamentală, și anume între fracțiunile parlamentare CDU/CSU și liberali (FDP), supranumită „negru-galben”. Al 17-lea bundestag al Germaniei s-a constituit la 28 octombrie 2009. Norbert Lammert a fost reales președinte al parlamentuluil. Apoi bundestagul a ales-o pe fosta cancelară Angela Merkel drept noua cancelară = prim-ministru. Angela Merkel și-a numit apoi cabinetul (consiliul de miniștri), format din 16 persoane (de la CDU, CSU și FDP). Câțiva miniștri din vechiul guvern continuă să fie miniștri și în cel nou. Noul vicecancelar și în același timp nou ministru de externe este președintele FDP-ului, Guido Westerwelle.
La 31 mai 2010 Președintele Germaniei Horst Köhler și-a dat demisia din funcția de Președinte al Germaniei, în mod surprinzător și cu valabilitate imediată. Conform constituției urmașul a fost ales în decurs de maximum 30 de zile - la 30 iunie 2010. Pentru perioada interimară Köhler a predat funcțiile sale de Președinte al statului actualului Președinte al bundesratului (Consiliul Federal al landurilor), Jens Böhrnsen, SPD, președintele Senatului landului Brema și în același timp primar al orașului Brema.
La alegerile prezidențiale de la 30 iunie 2010 au candidat: Christian Wulff (CDU), până atunci prim-ministru al landului Saxonia Inferioară (Niedersachsen); pastorul Joachim Gauck (nu e membru de partid); Lukrezia Jochimsen (cunoscută și drept jurnalista Luc Jochimsen) din partea partidului Die Linke.; precum și Frank Rennicke, din partea partidului NPD.
Adunarea Federală (Bundesversammlung) l-a ales în al 3-lea scrutin pe Christian Wulff drept nou Președinte al Germaniei, pentru o perioadă de 5 ani. El a fost învestit în funcție la 2 iulie 2010. Însă la 17 februarie 2012 Wulff a fost nevoit să demisioneze, din cauza bănuielilor concrete ale procuraturii din Saxonia Inferioară că ar fi primit și dat avantaje ilegale - în perioada cât a fost prim-ministru al landului.
La 18 martie 2012 Adunarea Federală (Convenția Federală) Bundesversammlung l-a ales pe Joachim Gauck încă din primul scrutin, cu mare majoritate, drept nou președinte al Germaniei.
La 16 mai 2012 cancelara Angela Merkel l-a demis pe ministrul mediului înconjurător Norbert Röttgen din cauza rezultatelor, catastrofale pentru CDU, de la alegerile din landul Renania de Nord - Westfalia de la 13 mai. Aceasta a fost prima dată când a fost demis un ministru federal din Germania. Urmașul său pe post este Peter Altmaier.